# Isabella Crettenand-Moretti
Isabella Crettenand-Moretti (* 26. August 1963 als Isabella Moretti) ist eine Schweizer Skibergsteigerin und ehemalige Langstrecken- und Bergläuferin. Ihre Zwillingsschwester Cristina Favre-Moretti ist ebenfalls erfolgreiche Skibergsteigerin. Crettenand-Moretti lebt in Sion.

## Sportlicher Werdegang
1989 gewann sie den Giro Media Blenio, und bei den Leichtathletik-Europameisterschaften 1990 kam sie über 10'000 m auf den 17. Platz. 1990 und 1991 siegte sie beim Murtenlauf.
Bei der Strassenlauf-Frauenweltmeisterschaft 1991 belegte sie den 23. Platz, bei den Halbmarathon-Weltmeisterschaften 1992 in South Shields den 55. Platz. Siebenmal nahm sie an den Crosslauf-Weltmeisterschaften teil, mit einem 51. Rang 1988 in Auckland als bester Platzierung.
1995 und 1996 gewann sie den Matterhornlauf, 1996 den Jungfrau-Marathon, und 1997 wurde sie Dritte bei den Berglauf-Europameisterschaften.
Sechsmal wurde sie Schweizermeisterin über 10.000 m (1989–1994), zweimal im Halbmarathon (1993, 1994), einmal im Crosslauf (1991) und dreimal im Berglauf (1994–1996).
2004 wurde sie bei der Patrouille des Glaciers Weltmeisterin im Skibergsteigen in der Staffel, Vizeweltmeisterin im Vertical Race und in der Teamwertung sowie Dritte im Einzelrennen.

### Persönliche Bestzeiten
- 1500 m: 4:16,49 min, 24. Juni 1989, Luzern
- 3000 m: 9:08,00 min, 28. Juni 1988, Gävle
- 5000 m: 15:48,82 min, 20. Juni 1990, Bratislava
- 10'000 m: 32:57,20 min, 14. Juni 1989, Koblenz
- 15-km-Strassenlauf: 50:33 min, 13. Oktober 1991, Nieuwegein (Schweizer Rekord)
- Halbmarathon: 1:13:49 h, 30. März 1996, Ibach

## Erfolge im Skibergsteigen (Auswahl)
- 2004:
  - 1. Platz bei der Weltmeisterschaft Skibergsteigen Staffel (mit Catherine Mabillard und Cristina Favre-Moretti), Val d’Aran
  - 2. Platz bei der Weltmeisterschaft Skibergsteigen Team mit Jeanine Bapst, Val d’Aran
  - 2. Platz bei der Weltmeisterschaft Vertical Race, Val d’Aran
  - 3. Platz bei der Weltmeisterschaft Einzel, Val d’Aran
  - 3. Platz bei der Weltmeisterschaft Skibergsteigen Kombination Team und Einzel, Val d’Aran

- 2005:
  - 1. Platz bei der Europameisterschaft im Skibergsteigen Team mit Cristina Crettenand-Moretti
  - 1. Platz bei der Europameisterschaft Skibergsteigen Staffel (mit Cristina Favre-Moretti und Gabrielle Magnenat)
  - 1. Platz bei der Pierra Menta mit Cristina Favre-Moretti
  - 2. Platz bei der Europameisterschaft im Skibergsteigen Kombination, Andorra
  - 3. Platz bei der Europameisterschaft Skibergsteigen Einzel, Andorra
  - 4. Platz bei der Europameisterschaft Vertical Race

### Patrouille des Glaciers
- 2004: 1. Platz und Rekordzeit mit Catherine Mabillard und Cristina Favre-Moretti
- 2008: 4. Platz mit Catherine Mabillard und Cristina Favre-Moretti